# 异枝狸藻
异枝狸藻（学名：Utricularia intermedia），又称小狸藻，中狸藻，扁叶狸藻，为狸藻屬多年生小型食虫植物。其种加词“intermedia”来源于拉丁文“inter”和“medius”，意为“中型”。异枝狸藻通常附于基质生长，但也可浮水生长。其分布于北美洲、亚洲及欧洲。

## 形态特征
异枝狸藻的茎匍匐，圆柱形，长6至60厘米，直径0.3至0.8毫米，具分支，节间距0.5至6毫米，多少两型；绿色枝具叶，悬浮或漂浮，通常无捕虫囊；无色枝无叶，半固着于泥中，具捕虫囊。秋季，匍匐枝或其分枝顶端可产生冬芽，冬芽为球形，直径2至5毫米，密生刚毛。无根。
异枝狸藻的叶互生，圆形或椭圆形，长3至15毫米，宽4至18毫米，3裂至基部，裂片一至三回二岐深裂；末回裂片为狭线形或线形，长2.5至8毫米，宽0.2至0.7毫米，顶端渐尖、锐尖、急尖或微钝，边缘具2至10个不整齐疏锯齿和小裂片，顶生1条小刚毛的细齿。叶无捕虫囊。
异枝狸藻的捕虫囊为卵球形，膜质，侧扁，长2至4毫米。囊口侧生，边缘具多分枝的感觉毛，上唇具2条细长多分枝的刚毛状附属物。
异枝狸藻的花序为总状花序，直立，长8至20厘米，花位于中上部，共2至5朵。花两性，两侧对称。花序轴圆柱形，直径0.4至1毫米，具1至2枚鳞片。苞片与鳞片同形，为宽卵状三角形，基部着生，长2至4毫米，顶端急尖，基部耳状。花梗丝状，长8至10毫米，花期直立，果期下弯。花萼2裂至基部，裂片为卵圆形或卵状椭圆形，长3.5至5毫米，宽3至4毫米，顶端急尖、锐尖或钝形。花冠黄色或淡黄色，长9至13毫米；上唇宽卵形或宽椭圆形，长于上萼片，长于或等于下唇，顶端钝形或3浅裂，具橙黄色细毛；下唇大，圆形，顶端圆形或微凹；喉凸隆起呈浅囊状；距为圆筒状或细圆锥形，长5至7毫米，顶端钝或近急尖，与下唇平行或锐角，与下唇近等。雄蕊无毛，花丝线形；药室汇合。子房球形，直径约2毫米；花柱短；柱头卵形，下唇为圆形，反卷，上唇小，正三角形，两唇边缘呈流苏状。花期为6月至9月。
异枝狸藻的蒴果为球形，2瓣裂，花萼宿存。种子细小，无胚乳。果期为8月至10月。染色体数为2n=44。

## 生态关系
异枝狸藻生长于沼泽或池塘中，海拔分布范围为300至4000米。其呈散布于北温带地区，存在于朝鲜、中国、欧洲。